# Frémontiers
Frémontiers település Franciaországban, Somme megyében. Lakosainak száma 166 fő (2022. január 1.). Frémontiers Bergicourt, Brassy, Contre, Conty, Famechon, Moyencourt-lès-Poix, Namps-Maisnil és Velennes községekkel határos.

## Népesség
A település népességének változása:
| Lakosok száma | 153  | 153  | 155  | 154  | 156  | 157  | 160  | 161  | 166  |
|               | 2013 | 2015 | 2016 | 2017 | 2018 | 2019 | 2020 | 2021 | 2022 |